# Plecodus
Рід налічує 4 види риб родини цихлові.

## Види
- Plecodus elaviae Poll 1949
- Plecodus multidentatus Poll 1952
- Plecodus paradoxus Boulenger 1898
- Plecodus straeleni Poll 1948